# Municipio de Donnelly (condado de Marshall)
El municipio de Donnelly (en inglés: Donnelly Township) es un municipio ubicado en el condado de Marshall en el estado estadounidense de Minnesota. En el año 2010 tenía una población de 19 habitantes y una densidad poblacional de 0,2 personas por km².

## Geografía
El municipio de Donnelly se encuentra ubicado en las coordenadas 48°30′0″N 96°58′36″O / 48.50000, -96.97667. Según la Oficina del Censo de los Estados Unidos, el municipio tiene una superficie total de 93.52 km², de la cual 93,52 km² corresponden a tierra firme y (0 %) 0 km² es agua.

## Demografía
Según el censo de 2010, había 19 personas residiendo en el municipio de Donnelly. La densidad de población era de 0,2 hab./km². De los 19 habitantes, el municipio de Donnelly estaba compuesto por el 100 % blancos. Del total de la población el 0 % eran hispanos o latinos de cualquier raza.